# Moclín
Moclín è un comune spagnolo di 4 488 abitanti situato nella provincia di Granada.